# Tu zaszła zmiana
Tu zaszła zmiana – antologia wybranych reportaży, pamiętników i wspomnień polskich z lat 1944–1974, wydana przez Instytut Wydawniczy "Nasza Księgarnia" w 1975 r., w nakładzie 20277 egzemplarzy. Przekrojowy zbiór tekstów, publikowanych po II wojnie światowej w książkach reporterskich, beletrystycznych, antologiach reportaży lub na łamach prasy. Zamieszczone w antologii teksty reporterskie są częściowo powtórzeniem zawartości wcześniejszych antologii (m.in. Wejście w kraj. Antologia reportaży z lat 1944-1964, wyd. 1966) oraz fragmentami wydanych książek (m.in. Busz po polsku Ryszarda Kapuścińskiego, Trzy złote za słowo Krzysztofa Kąkolewskiego, Spotkań bałtyckich Kazimierza Błahija, O królach i kapuście Mariana Brandysa, czy Jak żyć Jerzego Lovella).
Wybór i opracowanie: Krystyna Goldbergowa.

## Autorzy antologii
- Jerzy Putrament, Powrót
- Maria Dąbrowska, Pielgrzymka do Warszawy
- "Miła", Droga do domu
- Jan Gerhard, W Bieszczadach wojna trwa
- Franciszek Gil, Ziemia, ziemia...
- Janina Barbara Górkiewiczowa, I przyszedł dzień
- Kazimiera Napiórkowska, Historia niezupełnie banalna i raczej optymistyczna
- Maria Dąbrowska, Tu zaszła zmiana
- "Elf", Najgorszy był jednak początek
- Kazimierz Błahij, Pierwsze wodowanie
- Bronisław Wiernik, Most
- Jerzy Janicki, Kożuchy przychodzą się leczyć
- Marian Brandys, Łańcucka etiuda
- Stefan Bratkowski, Jerzy Zieleński, Kędzierzawy i inni
- Ryszard Kapuściński, Dom
- Andrzej Szczypiorski, Wielkie oczarowanie
- Krzysztof Kąkolewski, Czarna pani
- Edward Redliński, Dożynki
- Janusz Rolicki, Życiorysy węglem pisane
- Jerzy Grzymkowski, Gdy byłem hutnikiem
- Krzysztof Zakrzewski, W białych rękawicach
- Janusz Roszko, Zawał
- Urszula Sieradzka, Mój wieżowiec
- Andrzej Mularczyk, Początek tematu
- Stefan Kozicki, Pani doktor
- Jerzy Lovell, "Convertere" – znaczy nawracać